# Municipio de Oregon-Nashua
El municipio de Oregon-Nashua (en inglés: Oregon-Nashua Township) es un municipio ubicado en el condado de Ogle en el estado estadounidense de Illinois. En el año 2010 tenía una población de 4909 habitantes y una densidad poblacional de 47,78 personas por km².

## Geografía
El municipio de Oregon-Nashua se encuentra ubicado en las coordenadas 41°58′58″N 89°19′48″O / 41.98278, -89.33000. Según la Oficina del Censo de los Estados Unidos, el municipio tiene una superficie total de 102.75 km², de la cual 99,57 km² corresponden a tierra firme y (3,1 %) 3,18 km² es agua.

## Demografía
Según el censo de 2010, había 4909 personas residiendo en el municipio de Oregon-Nashua. La densidad de población era de 47,78 hab./km². De los 4909 habitantes, el municipio de Oregon-Nashua estaba compuesto por el 96,25 % blancos, el 0,69 % eran afroamericanos, el 0,16 % eran amerindios, el 0,59 % eran asiáticos, el 1,39 % eran de otras razas y el 0,92 % eran de una mezcla de razas. Del total de la población el 3,95 % eran hispanos o latinos de cualquier raza.